# Bülent Ecevit
Mustafa Bülent Ecevit (Istambul, 28 de maio de 1925 — Ancara, 5 de novembro de 2006), foi um importante político e poeta turco, foi primeiro-ministro da Turquia. Foi um político, estadista, poeta, escritor, acadêmico e jornalista turco, que serviu como primeiro-ministro da Turquia quatro vezes entre 1974 e 2002, ele serviu como primeiro-ministro em 1974, 1977, 1978–79 e 1999–2002. Ecevit foi o líder do Partido do Povo Republicano (PPR) entre 1972 e 1980, e em 1989 ele se tornou o líder do Partido da Esquerda Democrática (PED). Ele é creditado por introduzir a política social-democrata na Turquia ao sintetizar o kemalismo com a social-democracia, tornando a social-democracia um princípio fundamental na ideologia kemalista moderna.
Ecevit ganhou destaque na política nacional como Ministro do Trabalho nos gabinetes de İsmet İnönü e representou a crescente facção de esquerda do PPR, liderada por İnönü. Ecevit acabaria por se tornar líder do PPR em 1972; sua liderança rejuvenesceu o partido alcançando os eleitores da classe trabalhadora e consolidando o partido como "esquerda do centro". Em seu primeiro primeiro-ministro, Ecevit foi responsável pela invasão de Chipre.
Após o golpe de 1980, Ecevit, junto com os notáveis de todos os outros partidos, foi banido da política por 10 anos. Durante a proibição, o PED foi estabelecido sob a presidência de sua esposa, Rahşan Ecevit. Quando a proibição política foi levantada com um referendo realizado em 1987, ele se tornou o chefe do PED. Ecevit voltaria ao cargo de primeiro-ministro em 1999 e executou a captura do líder do PKK, Abdullah Öcalan. Após a expulsão do PED do parlamento, após ser incapaz de ultrapassar o limiar eleitoral nas eleições de 2002, ele renunciou à presidência em 2004. Ele morreu no domingo, 5 de novembro de 2006, como resultado de insuficiência circulatória e respiratória.